# 제임스 뉴턴 하워드
제임스 뉴턴 하워드(영어: James Newton Howard, 1951년 6월 9일 ~ )는 미국의 영화 음악 작곡가이다.
1980년대부터 할리우드에서 왕성한 활동을 펼쳐오고 있는 제임스 뉴턴 하워드는 팝 음악계와 정통 고전 음악 사이를 두루 섭렵하면서 어느 한 곳에도 치우치지 않아 '음악 매너리즘'을 모르는 듯한 느낌을 준다.
엘튼 존 밴드의 키보드 연주자와 객원 지휘자로 활동한 경력이 있으며, 영화계와 방송계에서 작곡, 프로듀싱, 작사, 키보드 연주 등 다방면에 걸쳐 능력을 발휘하고 있다. 하워드는 할리우드에서 다재다능한 영화음악가로 사랑받고 있으며, 그가 참여한 작품 수는 100여편이 넘는다. 특히 M. 나이트 샤말란 감독과 《식스 센스》, 《언브레이커블》, 《싸인》, 《해프닝》, 《라스트 에어벤더》, 《애프터 어스》 등 거의 모든 작품들에서 함께 작업했다.

## 주요 작품
- 《귀여운 여인》
- 《마이걸》
- 《사랑을 위하여》
- 《프렌치 키스》
- 《도망자》
- 《데이브》
- 《얼라이브》
- 《식스센스》
- 《퍼펙트 마더》
- 《포스트 맨》
- 《데블스 에드버킷》
- 《내 남자친구의 결혼식》
- 《단테스 피크》
- 《어느 멋진 날》
- 《프라이멀 피어》
- 《히달고》
- 《피터팬》
- 《드림캐쳐》
- 《보물섬》
- 《싸인》
- 《아틀란티스 - 잃어버린 제국》
- 《버티칼 리미트》
- 《언브레이커블》
- 《다이너소어》
- 《빌리지》
- 《콜래트럴》
- 《블러드 다이아몬드》
- 《인터프리터》
- 《배트맨 비긴즈》
- 《킹콩》
- 《레이디 인 더 워터》
- 《런어웨이 버케이션》
- 《마이클 클레이튼》
- 《나는 전설이다》
- 《찰리 윌슨의 전쟁》
- 《워터호스》
- 《해프닝》
- 《다크나이트》
- 《쇼퍼홀릭》
- 《더블 스파이》
- 《솔트》
- 《디파이언스》
- 《내니 맥피 2 - 유모와 마법소동》
- 《라스트 에어벤더》
- 《투어리스트》
- 《러브 & 드럭스》
- 《노미오와 줄리엣》
- 《그린 호넷》
- 《그린 랜턴: 반지의 선택》
- 《애프터 어스》
- 《워터 포 엘리펀트》
- 《헝거게임: 판엠의 불꽃》
- 《스노우 화이트 앤 더 헌츠맨》
- 《본 레거시》
- 《헝거게임: 캣칭 파이어》
- 《말레피센트》
- 《애프터 어스》
- 《헝거게임: 모킹제이》
- 《나이트 크롤러》
- 《헝거게임: 더 파이널》
- 《헌츠맨: 윈터스 워》
- 《잭 리처 2》
- 《신비한 동물사전》

## 수상 후보 지명과 수상 내역

### 아카데미상
- 2009: 《디파이언스》
- 2008: 《마이클 클레이튼》
- 2005: 《빌리지》
- 1998: 《내 남자친구의 결혼식》
- 1997: 《어느 멋진 날》
- 1995: 《주니어》
- 1994: 《도망자》
- 1992: 《사랑과 추억》

### 골든 글로브상
- 2009: 《디파이언스》
- 2006: 《킹콩》
- 1997: 《어느 멋진 날》
- 1995: 《쥬니어》

### 그래미상
- 2009: 《다크 나이트》 (수상)
- 2008: 《블러드 다이아몬드》
- 1998: 《사랑과 추억》

### 에미상
- 2001: 《Gideon's Crossing》 (수상)
- 1995: 《ER》
- 1989: 《Men》

### 새틀라이트 시상식
- 2011: 《워터 포 엘리펀트》
- 2010: 《솔트》
- 2007: 《룩아웃》
- 2000: 《삼나무에 내리는 눈》